# Bestattung und Friedhöfe Wien

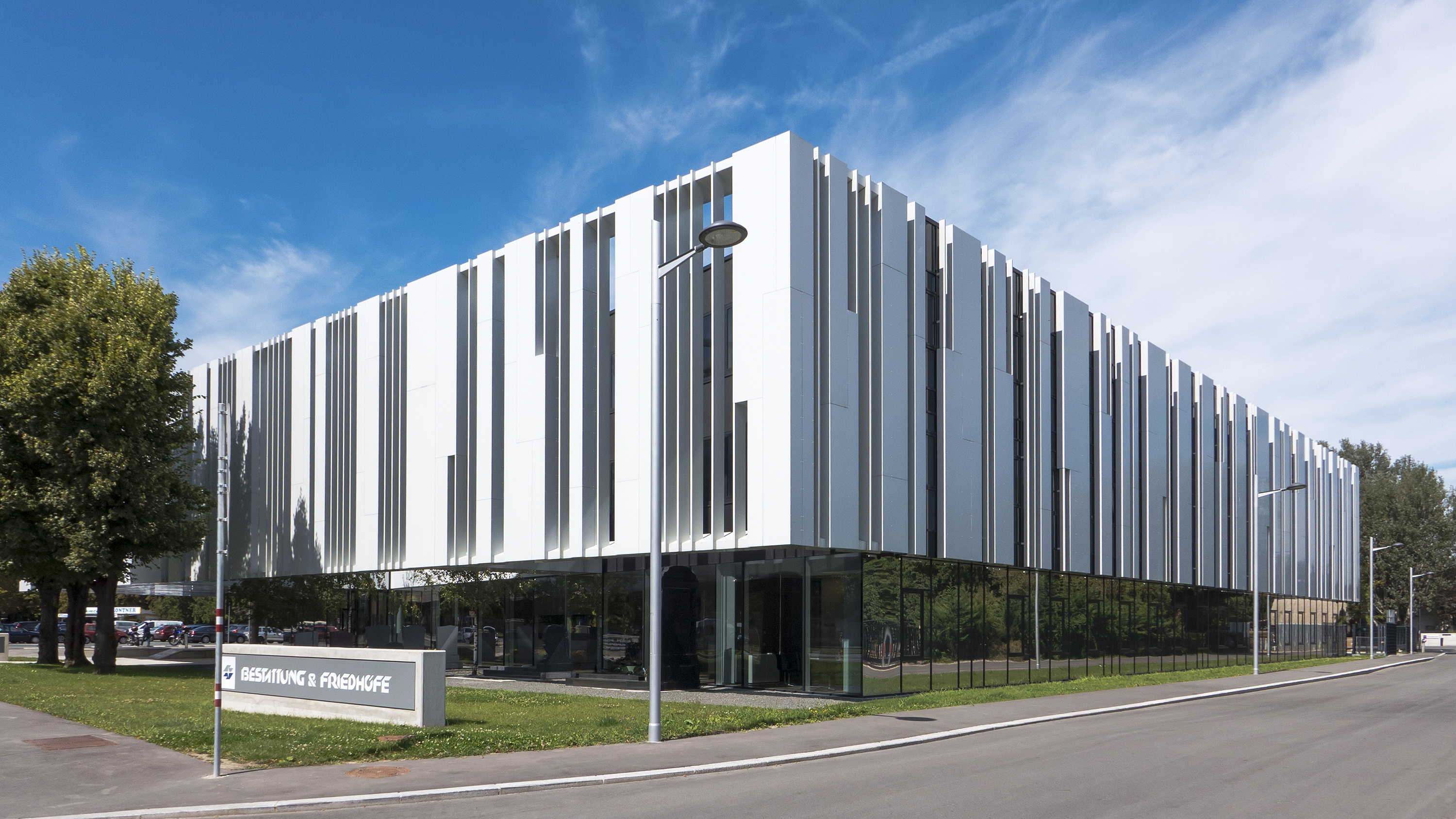
Die Zentrale der B&F gegenüber dem 2. Tor (Haupttor) des Zentralfriedhofs

Die B&F Wien – Bestattung und Friedhöfe GmbH (kurz B&F) ist ein Teil der Wiener Stadtwerke und ist für die strategische und administrative Führung der zugehörigen Tochtergesellschaften des Konzernbereichs verantwortlich. Zum Konzernbereich zugehörig sind, neben der Bestattung Wien und der Friedhöfe Wien GmbH, das Krematorium Wien, wo jährlich rund 6.000 Kremationen durchgeführt werden, sowie der 2011 eröffnete Tierfriedhof Wien für verstorbene Haustiere.

## Tätigkeit
Die B&F Wien – Bestattung und Friedhöfe GmbH steht als „Mutter“ über den Tochtergesellschaften des Geschäftsbereichs (Bestattung Wien, Friedhöfe Wien, Krematorium Wien, Tierfriedhof Wien), getrennt geführte Verwaltungsaufgaben werden in ihr gebündelt. Sie beschäftigt rund 900 Mitarbeiter. Die B&F Wien ist Dienstleister für den Bereich des Bestattungs- und Friedhofswesens.

### Unternehmenszentrale in Simmering
Im Jahr 2012 wurde die B&F Wien mit den Tochtergesellschaften Bestattung Wien GmbH und Friedhöfe Wien GmbH an einen gemeinsamen Standort in Simmering zusammengeführt. Die neue gemeinsame Unternehmenszentrale wurde Anfang 2012 besiedelt. Entworfen wurde das Gebäude von Delugan Meissl Associated Architects.
In unmittelbarer Nähe zur Unternehmenszentrale der B&F Wien entstand das neue Gebäude für den Betriebsdienst der Bestattung Wien sowie die neue Heimat der Sarglogistik Wien. Der Bezug des neuen Gebäudes fand Anfang 2014 statt. Damit sind große Teile des Konzernbereichs Bestattung und Friedhöfe Wien an dem neuen Standort in Simmering ansässig.

## Tochtergesellschaften

### Bestattung Wien GmbH
Die Bestattung Wien GmbH ist, mit knapp 300 Mitarbeitern, das größte Bestattungsunternehmen in Österreich und verfügt laut Medienberichten über ein Quasi-Monopol in der Bundeshauptstadt. Das Unternehmen hat rund zwei Millionen Beerdigungen und weltweite Überführungen organisiert. Jährlich werden knapp 18.500 Bestattungsleistungen durchgeführt. Diese gliedern sich derzeit in rund 8.500 Erdbestattungen, 2.500 Feuerbestattungen und weitere Tätigkeiten wie Exhumierungen, Überführungen und Leistungen für andere Bestatter.

### Friedhöfe Wien GmbH
Die Friedhöfe Wien betreuen etwa 600.000 Gräber auf 46 Wiener Friedhöfen. Die Friedhöfe Wien beschäftigen knapp 400 Mitarbeiter. Die Leistungen der Friedhöfe Wien umfasst die Errichtung und Erhaltung sowie die Vergabe und Verwaltung dieser Gräber, aber auch die Instandhaltung und Pflege der Friedhofsanlagen gehört zu ihren Tätigkeiten. Mehr als 1.600 ehrenhalber von der Stadt Wien gewidmete Grabstellen werden von den Friedhöfen Wien betreut. Darüber hinaus geben sie Hilfestellungen in Friedhofsangelegenheiten und dienen als Grünoasen und Erholungsraum inmitten der Stadt. Mit dem Wiener Zentralfriedhof betreuen die Friedhöfe Wien den zweitgrößten Friedhof Europas. 

### BFM Bestattungsservice Wien GmbH
Das Krematorium Simmering war die erste Feuerhalle in Österreich. Sie wurde nach Plänen von Clemens Holzmeister errichtet. Die Türme und Zinnen des Krematoriums erinnern an das Schloss Neugebäude, in dessen Park Feuerhalle und Urnenhain liegen. Das Krematorium Wien gehört seit 2008 zu den Wiener Stadtwerken und ist ebenfalls ein Tochterunternehmen der B&F Wien. Jährlich werden rund 6.000 Kremationen durchgeführt.

### Tierfriedhof Wien GmbH

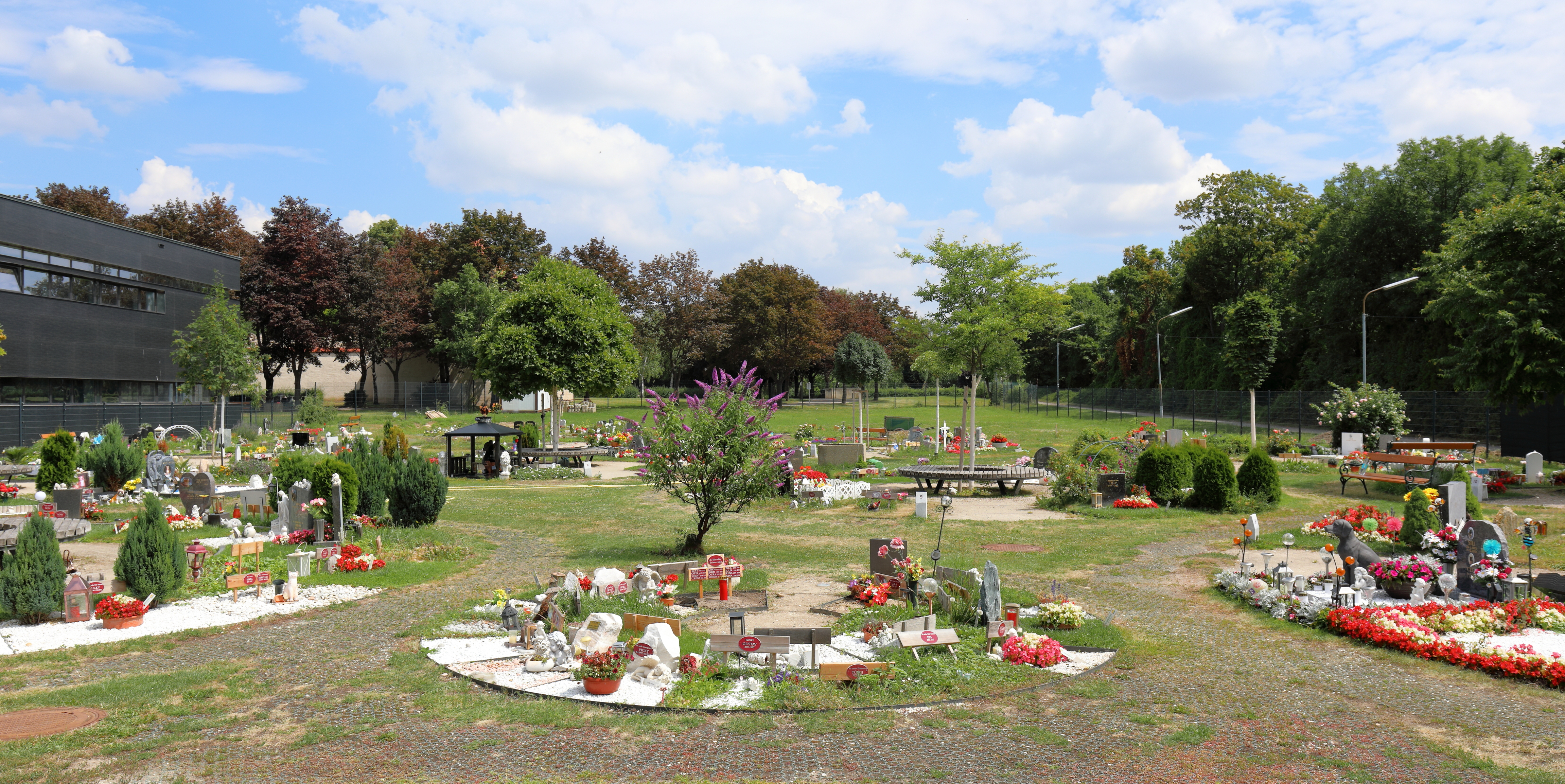
Der Tierfriedhof in der Anton-Mayer-Gasse

Der Tierfriedhof Wien, der erste auf Wiener Boden, wurde 2011 auf einem parkähnlichen Gelände gegenüber dem Haupttor (Tor 2) des Zentralfriedhofes in der Anton-Mayer-Gasse eröffnet. Auf dem Tierfriedhof können Tierkörper in einem Sarg (Erdgrab) oder einer Tierurne (Erdgrab oder einer Urnenwand) beigesetzt werden.

### Bestattungsmuseum am Wiener Zentralfriedhof
Im Oktober 2014 wurde das neue Bestattungsmuseum am Wiener Zentralfriedhof, gelegen unter der Halle 2, eröffnet. Das alte Bestattungsmuseum in der Goldegggasse 19 hatte seinen Betrieb im September 2013 eingestellt.